# Иверицы
Иверицы — деревня в Печорском районе Псковской области России. Входит в состав сельского поселения «Новоизборская волость».
Расположена в 2 км к юго-востоку от волостного центра, деревни Новый Изборск.

## Население
Численность населения деревни на конец 2000 года составляла 12 жителей.
| 2001 | 2002 | 2010 |
| ---- | ---- | ---- |
| 12   | ↘6   | ↘5   |